# Patricia Díaz Perea
Patricia Díaz Perea (* 22. Februar 1984 in Lanzarote) ist eine ehemalige spanische Triathletin.

## Werdegang
Von 2006 bis 2011 war sie Mitglied der spanischen Triathlon-Nationalmannschaft. Im Juni 2008 wurde die 24-jährige Patricia Díaz im Triathlon Vierte bei der Universitäts-Weltmeisterschaft in der Türkei. 2009 wurde sie vom Consejo Superior de Deporte zur besten Universitätssportlerin (Major deportista individual Feminina universitaria 2009) erklärt.
Sie gehört dem Hochleistungskader DAN (Deportistas de alto Nidel) an und war von 2006 bis 2011 Mitglied der spanischen Nationalmannschaft.
In Spanien tritt Patricia Díaz für den auf Lanzarote beheimateten Verein Club Triatlón Titanes an. Von 2006 bis 2015 konnte sie zehn Mal in Folge die kanarischen Triathlon-Meisterschaften für sich entscheiden. Patricia Díaz studiert Sport- und Bewegungswissenschaften an der Universität Las Palmas de Gran Canaria.
Seit 2015 tritt sie nicht mehr international in Erscheinung. Sie ist mit „Runniung Girls“ als Coach tätig.

## Sportliche Erfolge
| Datum/Jahr    | Rang | Wettbewerb                                    | Austragungsort | Zeit     | Bemerkung |
| ------------- | ---- | --------------------------------------------- | -------------- | -------- | --------- |
| 2. Mai 2015   | 4    | Volcano Triathlon                             | Lanzarote      | 02:18:42 |           |
| 22. März 2014 | 1    | Lighthouse Triathlon                          | Fuerteventura  | 02:34:15 |           |
| 24. Feb. 2013 | 1    | Timanfaya Triathlon                           | Playa Blanca   | 01:08:49 | [ 4 ]     |
| 28. Mai 2010  | 34   | FISU World University Triathlon Championships | Valencia       | 02:09:51 | [ 5 ]     |
| 27. Juni 2008 | 4    | FISU World University Triathlon Championships | Erdek          | 02:17:03 |           |

| Datum/Jahr    | Rang | Wettbewerb                          | Austragungsort | Zeit     | Bemerkung |
| ------------- | ---- | ----------------------------------- | -------------- | -------- | --------- |
| 11. Apr. 2015 | 11   | ESP Duathlon National Championships | Soria          | 01:09:09 |           |
| 6. Apr. 2014  | 7    | ESP Duathlon National Championships | Aviles         | 01:06:13 |           |

(DNF – Did Not Finish)